# Valeria de aere alieno
La lex Valeria de aere alieno ('Valeria dels diners d'altri') va ser una antiga llei romana proposada per Luci Valeri Flac, cònsol sufecte l'any 86 aC, per la mort de Gai Mari. Va ser cònsol conjuntament amb Luci Corneli Cinna. Ordenava que es pagués als creditors de deutes un màxim d'una quarta part del capital del total de la quantitat que es devia, i per això és anomenada també Valeria de quadrante.